# Demenricht
Demenricht ist ein Gemeindeteil der Stadt Schnaittenbach im Landkreis Amberg-Sulzbach in der Oberpfalz in Bayern.

## Herkunft des Namens
Der Ortsname des Dorfes Demenricht erfuhr über die Jahre große Veränderungen. 1578 wurde Demenricht als „Themmenriedt“, 1594 als „Dembrieth“, 1628 als „Demrieth“ und 1766 ebenfalls als „Dembrieth“ erwähnt. Der Name geht auf die Rodung eines Temmo oder eines Tammo zurück.

## Verkehr
Demenricht liegt an der Kreisstraße AS 26 zwischen Schnaittenbach und Kemnath am Buchberg. Von Schnaittenbach erreicht man Demenricht über die Kreisstraße AS 19 und die Kreisstraße AS 26 nach 3 km. Von Kemnath am Buchberg sind es 4 km nach Demenricht.
An den öffentlichen Nahverkehr ist Demenricht über zwei Buslinien angebunden. Dabei handelt es sich um die Linie 44 der RBO zwischen Neuersdorf und Nabburg über Schnaittenbach (VGN-Linie 444). und um die Linie 74 der RBO zwischen Götzendorf oder Mertenberg und Schnaittenbach
Die nächstgelegenen Bahnhöfe befinden sich in Wernberg-Köblitz (13 km), Nabburg (16 km) und in Amberg (21 km).